# Passos de Coll Travà

Els Passos de Coll Travà, respecte del terme d'Abella de la Conca

Els Passos de Coll Travà és una sèrie de passos subsidiaris de la collada situada a 1.285 metres d'altitud, del terme municipal d'Abella de la Conca, a la comarca del Pallars Jussà.
Estan situats a ponent de Coll Travà, en el vessant meridional de la Serra de Carrànima, a la dreta del barranc de Fonguera i a l'esquerra del barranc de Fontanet. Queda al nord-oest del Botant de la Sedella i del Botant de la Roca de Fonguera i al nord-est de lo Tronxet.

## Etimologia
Es tracta d'un topònim romànic modern, de caràcter descriptiu: uns passos de camins de muntanya a prop de Coll Travà.